# Bede Vincent Heather
Bede Vincent Heather (Strathfield, 7 dicembre 1928 – Croydon, 25 febbraio 2021) è stato un vescovo cattolico australiano.

## Biografia
Bede Vincent Heather nacque il 7 dicembre 1928 a Strathfield, un sobborgo di Sydney.
Studiò presso il St Patrick's College a Strathfield e successivamente al St Columba's Catholic College a Springwood. Entrò poi nel seminario di San Patrizio a Manly. Fu in seguito inviato a Roma per completare gli studi presso il Pontificio Collegio Urbano.
Fu ordinato presbitero a Castel Gandolfo il 15 luglio 1951 dal cardinale Pietro Fumasoni Biondi per l'arcidiocesi di Sydney. 
Dopo l'ordinazione sacerdotale e il conseguimento del dottorato in sacre scritture tornò in Australia, dove fu viceparroco delle parrocchie dei sobborghi di Brighton-Le-Sands e Willoughby.
Successivamente fu nominato professore di lingue e letteratura biblica al St Columba's Catholic College a Springwood e al seminario di San Patrizio a Manly.
Nel 1973 fu inviato in Nigeria dove insegnò presso il Bigard Memorial Seminary di Enugu fino al 1976.
Tornato in patria, ricoprì per brevi periodi il ruolo di amministratore presso le parrocchie nei sobborghi di The Entrance e St Ives, dopodiché nel 1977 assunse l'incarico di responsabile di un gruppo pastorale a Mount Druitt.
Il 30 giugno 1979 papa Giovanni Paolo II lo nominò vescovo ausiliare di Sydney, assegnandogli la sede titolare di Obbi. Ricevette l'ordinazione episcopale nella cattedrale di Santa Maria il 4 agosto seguente per imposizione delle mani del cardinale James Darcy Freeman. 
Sette anni dopo, l'8 aprile 1986 lo stesso papa Giovanni Paolo II con la bolla Venerabilis Frater eresse la nuova diocesi di Parramatta, nominandolo primo vescovo. Prese possesso della diocesi il 18 maggio successivo.
Durante il suo ministero pose le basi per regolamentare la nuova diocesi, promuovendo numerose iniziative e introducendo i programmi per la gestione degli affari diocesi, come ad esempio il tribunale diocesano per i matrimoni, la commissione finanze nonché la fondazione di case di cura e di scuole.
Quando nel 1996 un incendio doloso distrusse la vecchia cattedrale di San Patrizio, perdonò pubblicamente il colpevole, suscitando inizialmente perplessità tra i fedeli. Tuttavia, tale atteggiamento dovuto al suo carattere umile e aperto, fu in seguito molto apprezzato e ammirato dalla comunità.
Resse la diocesi per 11 anni, rassegnando le proprie dimissioni il 10 luglio 1997.
Morì a Croydon, un sobborgo di Sydney, il 25 febbraio 2021, all'età di 92 anni.

## Genealogia episcopale
La genealogia episcopale è:
- Cardinale Scipione Rebiba
- Cardinale Giulio Antonio Santori
- Cardinale Girolamo Bernerio, O.P.
- Arcivescovo Galeazzo Sanvitale
- Cardinale Ludovico Ludovisi
- Cardinale Luigi Caetani
- Cardinale Ulderico Carpegna
- Cardinale Paluzzo Paluzzi Altieri degli Albertoni
- Papa Benedetto XIII
- Papa Benedetto XIV
- Papa Clemente XIII
- Cardinale Marcantonio Colonna
- Cardinale Giacinto Sigismondo Gerdil, B.
- Cardinale Giulio Maria della Somaglia
- Cardinale Carlo Odescalchi, S.I.
- Cardinale Costantino Patrizi Naro
- Cardinale Serafino Vannutelli
- Cardinale Domenico Serafini, O.S.B.
- Cardinale Pietro Fumasoni Biondi
- Arcivescovo Filippo Bernardini
- Cardinale Norman Gilroy
- Cardinale James Darcy Freeman
- Vescovo Bede Vincent Heather